# Dafna Dekel

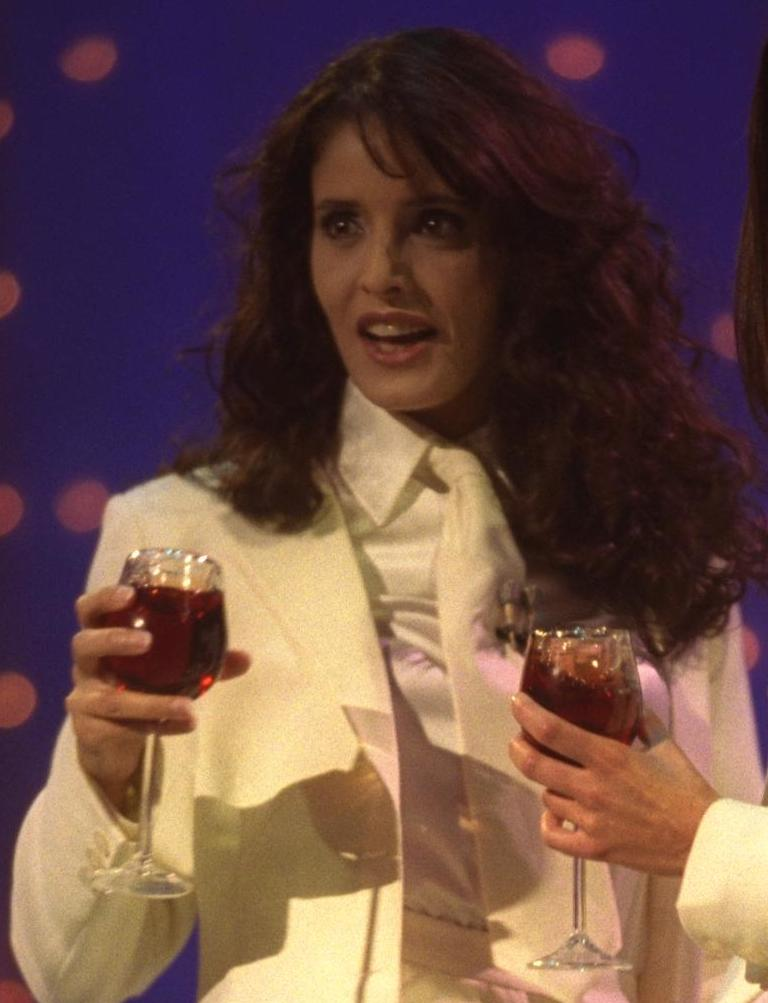
Dafna Dekel, 1999

Dafna Dekel (em alfabeto hebraico: דפנה דקל) (Asdode, Israel, 7 de maio de 1966) é uma cantora israelense. Foi descoberta quando prestava serviço militar no exército israelita como cantora no grupo de Nachal entre 1985 e 1986. Dafna representou Israel no Festival Eurovisão da Canção 1992.

## Eurovisão
Dafna participou no Kdam, a pré-seleção israelita para o Festival Eurovisão da Canção 1992 com o tema "Ze Rak Sport", com o qual conseguiu o direito de representar o país no Festival Eurovisão da Canção 1992, em Malmö, Suécia. Nesse festival, Dafna foi a terceira a cantar, tendo alcançado o sexto lugar, com 85 pontos. Sete anos mais tarde, em 1999, apresentou o Festival Eurovisão da Canção 1999, que teve lugar em Jerusalém, Israel e cantou novamente o tema com que representara Israel em 1992.